# Olmedillo de Roa
Olmedillo de Roa település Spanyolországban, Burgos tartományban. Olmedillo de Roa Anguix, Pedrosa de Duero, Roa de Duero, Tórtoles de Esgueva, Torresandino, Villatuelda, Terradillos de Esgueva és La Horra községekkel határos. Lakosainak száma 179 fő (2024).

## Népesség
A település népessége az utóbbi években az alábbiak szerint változott:
| Lakosok száma | 200  | 194  | 191  | 206  | 197  | 204  | 193  | 179  | 190  | 179  |
|               | 2001 | 2004 | 2006 | 2009 | 2011 | 2014 | 2016 | 2019 | 2021 | 2024 |